# 梅小路定肖
梅小路定肖（うめこうじ さだゆき、安永6年（1777年）7月19日 - 天保8年（1837年）6月18日）は、江戸時代後期の公卿。

## 官歴
- 天明6年（1786年）：従五位下
- 寛政2年（1790年）：従五位上、讃岐権守
- 寛政3年（1791年）：民部大輔
- 寛政6年（1794年）：正五位下、院判官代、勘解由次官
- 寛政10年（1798年）：従四位下、院別当
- 享和2年（1802年）：従四位上
- 文化3年（1806年）：正四位下
- 文化7年（1810年）：従三位
- 文化11年（1814年）：正三位
- 文政7年（1824年）：宮内卿
- 天保元年（1830年）：踏歌外弁
- 天保2年（1831年）：参議

## 系譜
- 実父：清閑寺益房
- 養父：梅小路定福
- 兄：清閑寺昶定
- 子：梅小路共久
- 子：梅小路定徳
- 子：高辻信全